# Agrypon
Agrypon är ett släkte av steklar som beskrevs av Förster 1860. Agrypon ingår i familjen brokparasitsteklar.

## Bildgalleri

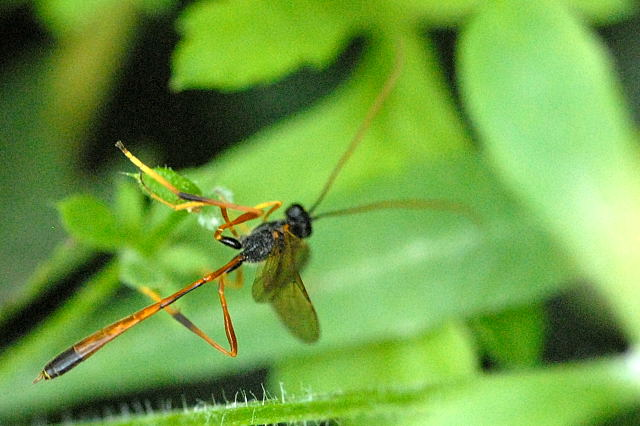

## Dottertaxa tillAgrypon, i alfabetisk ordning[1][2]
- Agrypon adiscoidellatum
- Agrypon aggressorium
- Agrypon agnatum
- Agrypon alaskense
- Agrypon albiditarsum
- Agrypon alpinum
- Agrypon ambomum
- Agrypon anale
- Agrypon angulatum
- Agrypon annulare
- Agrypon anomelas
- Agrypon anxium
- Agrypon apistum
- Agrypon augrhantum
- Agrypon basimarginatum
- Agrypon batis
- Agrypon brachypterum
- Agrypon brunneum
- Agrypon caliginosum
- Agrypon canaliculatum
- Agrypon caribbaeum
- Agrypon carinatum
- Agrypon carinifer
- Agrypon celastrinae
- Agrypon celenellum
- Agrypon chinense
- Agrypon chivense
- Agrypon chlamidatum
- Agrypon clandestinum
- Agrypon clathratum
- Agrypon clavellatum
- Agrypon clivicolum
- Agrypon coarctatum
- Agrypon cognatum
- Agrypon concavum
- Agrypon concinnum
- Agrypon confusum
- Agrypon constantineanui
- Agrypon contractum
- Agrypon crassifemur
- Agrypon cushmani
- Agrypon daisetsuzanum
- Agrypon delarvatum
- Agrypon depressum
- Agrypon diminutum
- Agrypon dioryctriae
- Agrypon dozense
- Agrypon drepanae
- Agrypon elegantulum
- Agrypon elongatum
- Agrypon emeiense
- Agrypon erectiusculum
- Agrypon exrufum
- Agrypon extensor
- Agrypon facetum
- Agrypon faciale
- Agrypon falcator
- Agrypon favoniuse
- Agrypon fennelli
- Agrypon ferale
- Agrypon ferrugineum
- Agrypon festivum
- Agrypon flaveolatum
- Agrypon flaviceps
- Agrypon flavifrontatum
- Agrypon flaviventris
- Agrypon flavomaculatum
- Agrypon flexorioides
- Agrypon flexorium
- Agrypon fulvipilum
- Agrypon fumipenne
- Agrypon fuscicorne
- Agrypon garciai
- Agrypon gracilipes
- Agrypon gratiosum
- Agrypon hainanense
- Agrypon hakusense
- Agrypon halpee
- Agrypon hancocki
- Agrypon hilare
- Agrypon hyperetis
- Agrypon illinois
- Agrypon inclinatum
- Agrypon indicum
- Agrypon insculptum
- Agrypon interstitiale
- Agrypon japonicum
- Agrypon kikuchii
- Agrypon laevifrons
- Agrypon leptideae
- Agrypon leucostomum
- Agrypon lineiger
- Agrypon longipropodeum
- Agrypon luteiceps
- Agrypon lycaenae
- Agrypon macrurum
- Agrypon maderae
- Agrypon maruyamense
- Agrypon megadon
- Agrypon megahemicyclon
- Agrypon melanomerum
- Agrypon melleum
- Agrypon metallicum
- Agrypon minisculum
- Agrypon nambui
- Agrypon nelsoni
- Agrypon newcombi
- Agrypon nigantennum
- Agrypon nigricorne
- Agrypon niikunii
- Agrypon nikkonis
- Agrypon nox
- Agrypon ohioense
- Agrypon omabense
- Agrypon omum
- Agrypon opaculum
- Agrypon operophterae
- Agrypon orbitale
- Agrypon oyeyamense
- Agrypon peritum
- Agrypon petilum
- Agrypon phlogeum
- Agrypon polyedricum
- Agrypon postscutellare
- Agrypon primulum
- Agrypon prismaticum
- Agrypon productor
- Agrypon provancheri
- Agrypon pseudargioli
- Agrypon punctatum
- Agrypon puncticulatum
- Agrypon residuum
- Agrypon reticulatum
- Agrypon rhamphidum
- Agrypon rubricatum
- Agrypon ruficaudatum
- Agrypon rugifer
- Agrypon sagivvarium
- Agrypon santanai
- Agrypon sapporense
- Agrypon satoi
- Agrypon schizurae
- Agrypon scutellatum
- Agrypon seminigrum
- Agrypon sericeum
- Agrypon serpentinum
- Agrypon seyrigi
- Agrypon sichuanense
- Agrypon signatum
- Agrypon singaporense
- Agrypon spilonotum
- Agrypon striatifrons
- Agrypon striatum
- Agrypon subclavatum
- Agrypon sulcosum
- Agrypon suzukii
- Agrypon tainense
- Agrypon tamahonum
- Agrypon tenuipligatum
- Agrypon tibiale
- Agrypon tosense
- Agrypon toyamense
- Agrypon triangulum
- Agrypon tricarinatum
- Agrypon tricolor
- Agrypon trochanterale
- Agrypon turgidulum
- Agrypon uchidai
- Agrypon validum
- Agrypon variegatum
- Agrypon varitarsum
- Agrypon wushanense
- Agrypon xingshanense
- Agrypon xinjiangense
- Agrypon yanshanense
- Agrypon zabriskiei
- Agrypon zebrinum
- Agrypon zhongdianense